# Rasam

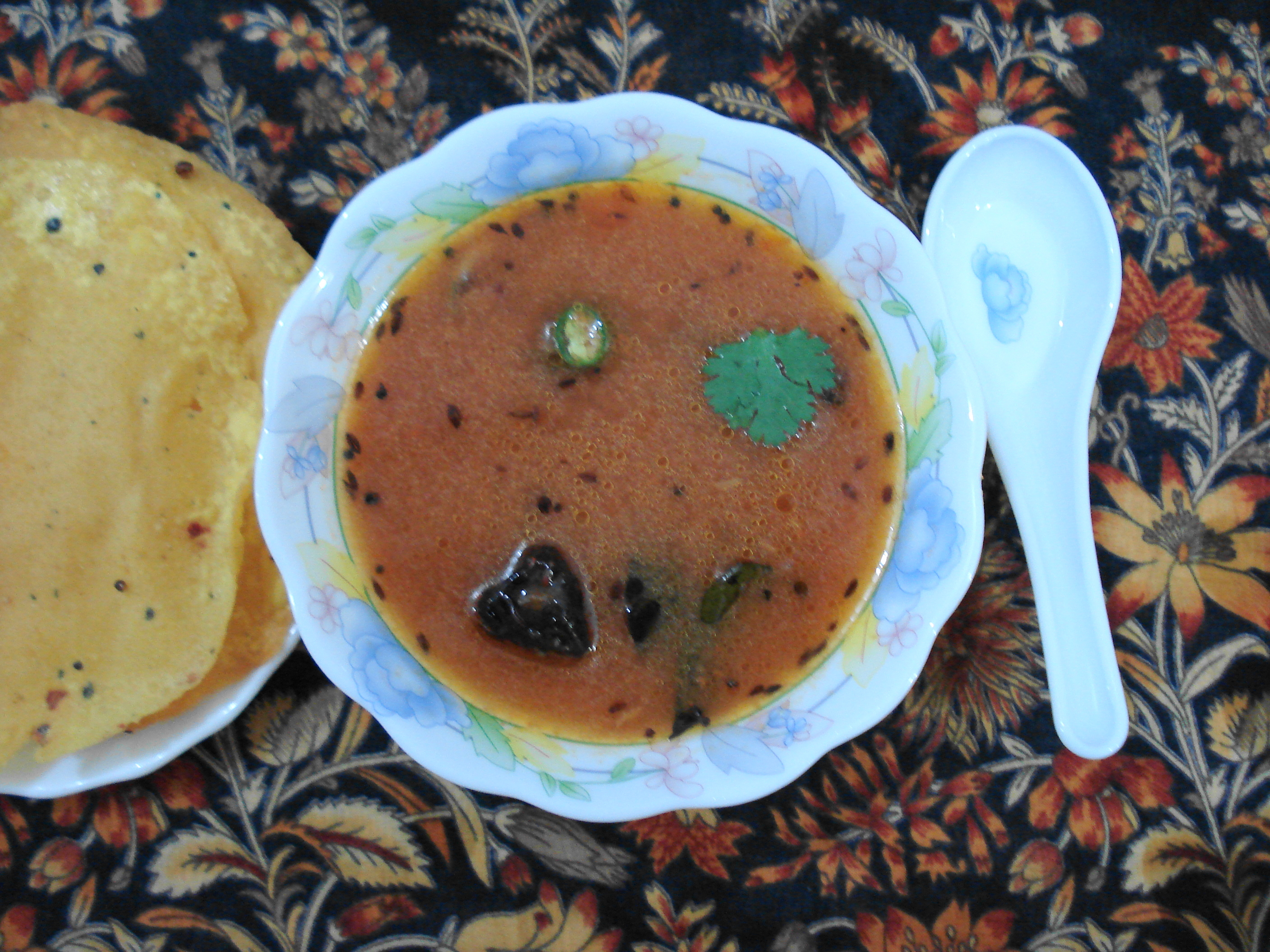
Une assiette de rasam.

Le rasam (tamoul : rasam ; kannada : saaru ; télougou : chaaru ; malayalam : rasam) est une soupe d'Inde du Sud.
Il est préparé avec du coulis de tamarin ou de tomate, du poivre et d'autres épices. Des lentilles, ainsi que d'autres légumes, peuvent être ajoutés par certains. 

## Place durasam
Le rasam se mange seul, en tant que soupe, ou avec du riz. Dans un repas traditionnel, il fait suite au plat de sanbar et est suivi par le thayir sadam, une sorte de riz au yaourt. La principale différence entre le rasam et le sanbar provient de l'utilisation de tomates plutôt que du tamarin pour assurer l'acidité, ainsi que sur le degré de fluidité.